# Aardscheerder

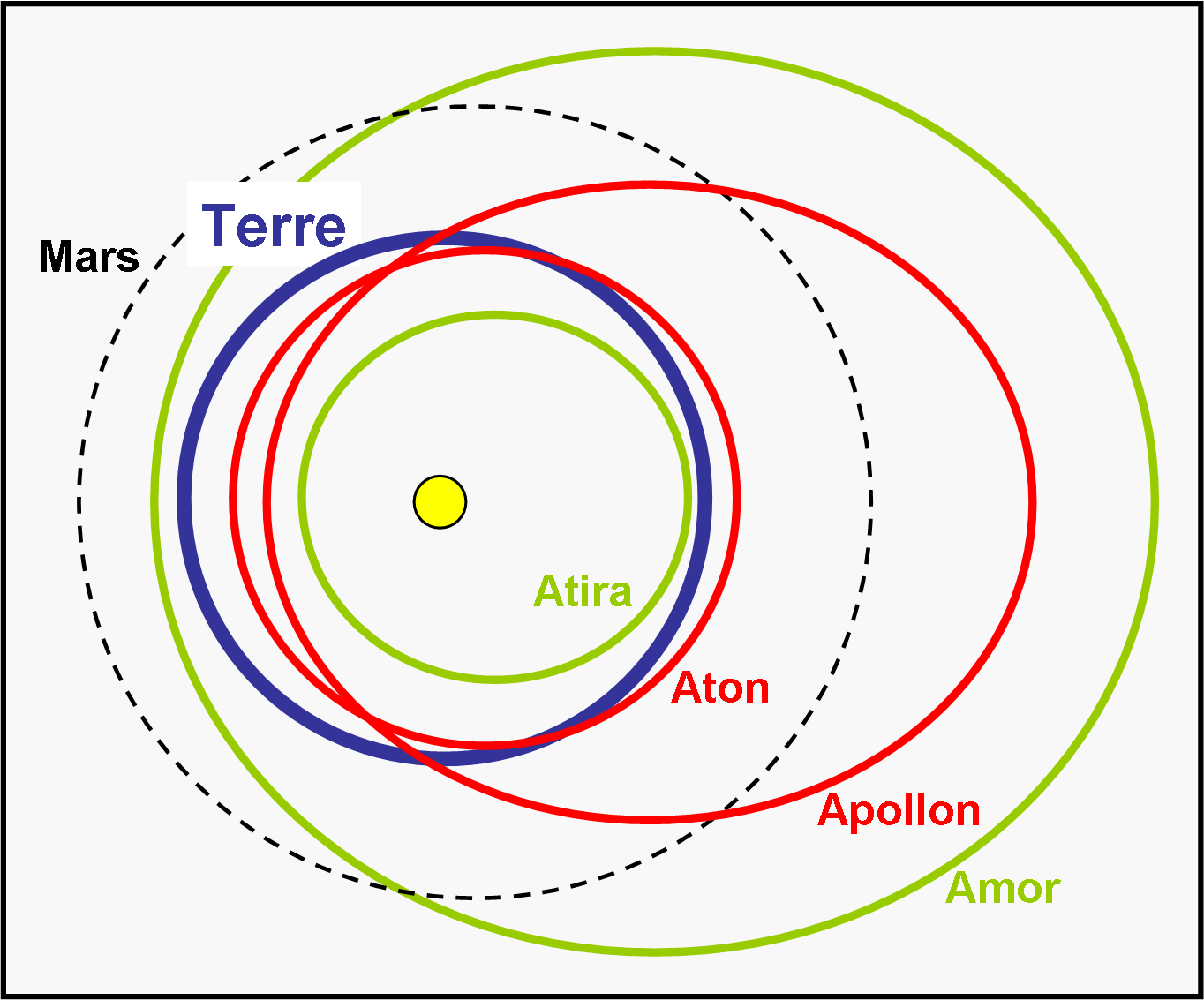
De baan van verschillende soorten aardscheerders vergeleken met de baan van de Aarde (blauw) en van Mars (zwart)

Het aantal bekende Near Earth Asteroids tussen 1980 en 2025

Een aardscheerder is een planetoïde of een komeet met een zodanige baan om de zon dat ze de baan van de aarde kruist, althans zeer dicht bij de aarde in de buurt kan komen. De meeste planetoïden beschrijven banen buiten die van Mars, zodat aardscheerders een relatief kleine groep vormen.
In het Engels spreekt men van een NEO (Near Earth Object). NEO’s kunnen worden onderverdeeld in NEC’s (Near Earth Comet) en NEA’s (Near Earth Asteroid), waar dit artikel grotendeels over gaat. Alle NEO’s hebben een periheliumafstand kleiner dan 1,3 AE.
Aardscheerders zijn belangrijk omdat ze een potentiële ramp vertegenwoordigen: een dergelijk lichaam kan in principe met de aarde in botsing komen. Dit is overigens dagelijkse praktijk voor meteoroïden, die gevaarloos als vallende sterren in de dampkring verdampen dan wel een meteorietinslag veroorzaken. De kans dat binnen de komende honderd jaar een zo grote planetoïde inslaat dat ze daadwerkelijk een ramp zal veroorzaken, is echter, hoewel aanwezig, zeer klein.
Jaarlijks wordt op 30 juni de zogenoemde Internationale Dag van de Planetoïde georganiseerd om aandacht te geven aan het gevaar van aardscheerders. 
Per februari 2025 zijn er 37.548 aardscherende planetoïden bekend. Hiervan zijn er 860 met een diameter van 1 km of meer.

## Soorten
De aardscherende planetoïden kunnen worden verdeeld in vier groepen:
- de Atira-groep: De baan van deze groep ligt volledig binnen de baan van de aarde. Deze objecten vormen niet een direct gevaar voor de Aarde doordat hun banen niet de baan van de aarde kruisen, maar hun baan zou door verstoringen uiteindelijk zodanig kunnen veranderen dat dit wel kan gebeuren. Per februari 2025 telt deze groep 34 objecten. Een van de voorbeelden is (163693) Atira.
- de Aten-groep: Hun baan ligt bijna volledig binnen de baan van de aarde. Per februari 2025 telt deze groep 3015 objecten. Voorbeelden: (66391) Moshup en (99942) Apophis.
- de Apollo-groep: deze groep kruist de aardbaan. Per februari 2025 telt deze groep 19.302 objecten. Voorbeeld (1862) Apollo.
- de Amor-groep: deze groep bevindt zich tussen de aarde en Mars. Per februari 2025 telt deze groep 15.231 objecten. Voorbeeld Eros.

Naast deze groepen spreekt men soms over PHA’s, Potential Hazardous Asteroids,  Potentieel Gevaarlijke Planetoïden. Dit zijn objecten die dichter bij de aarde kunnen komen dan 0,05 AE en die groter zijn dan 140 meter. Per februari 2025 zijn er 2478 van deze objecten bekend.
Aardscherende planetoïden hoeven niet voor altijd bij dezelfde groep te horen. Een dichte nadering tot een ander (groot) hemellichaam kan een baan dusdanig verstoren dat een aardscheerder tot een andere groep gaat behoren of eventueel zelfs helemaal geen aardscheerder meer is.

## Detectie

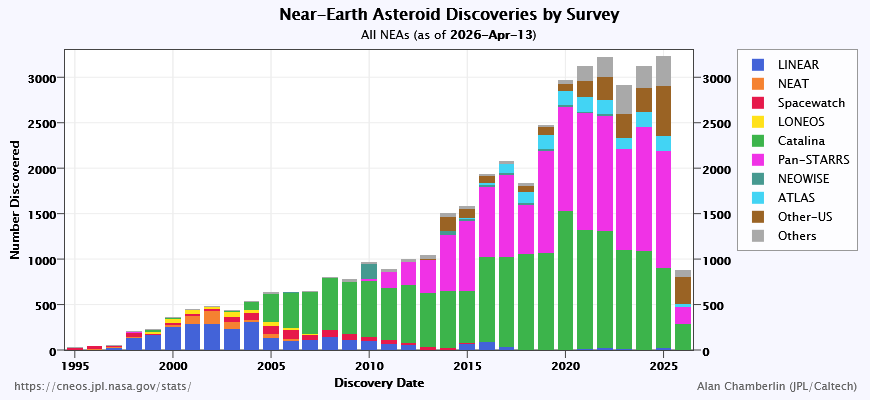
Het aantal objecten dat door verschillende projecten gevonden is (stand januari 2020)

Een uitgebreide zoektocht naar dergelijke planetoïden is in gang gezet door onder andere Eugene Shoemaker en Tom Gehrels. De eerste automatische zoekprogramma's waren LINEAR (Lincoln Near-Earth Asteroid Research) van het Amerikaanse MIT en NASA's NEAT (Near Earth Asteroid Tracking). Hiermee waren per 2 september 2003 al 44 139 planetoïden ontdekt (de meeste zijn géén aardscheerders) waarvan de baangegevens goed genoeg bekend zijn om ze een nummer te geven. Een ander bekend, wat ouder zoekprogramma is het Spacewatch-project, opgestart door de Nederlands/Amerikaanse astronoom Tom Gehrels. Dit was het eerste zoekproject dat gebruik maakte van gevoelige CCD-camera's. De meeste aardscheerders zijn daarna gevonden door de Catalina Sky Survey en Pan-STARRS.
Amateurastronomen spelen een belangrijke rol bij het onderzoek aan aardscheerders. Na een eerste detectie door een van de grote professionele zoekprojecten zoals LINEAR, NEAT of Spacewatch zijn het vaak amateurastronomen die met hun eigen instrumenten de 'follow up' positiebepalingen doen, die nodig zijn om een baan voor de planetoïde te berekenen. Het Spacewatch-project schakelt amateurvrijwilligers in om de honderden CCD-opnamen per nacht, die de Spacewatch 0,9 meter telescoop op Kitt Peak maakt, te inspecteren op de aanwezigheid van aardscheerders. Ook Nederlandse en Belgische amateurs spelen hierbij een rol: de kleine Amor-planetoïde 2005 GG81 (zie MPEC 2005-G73) werd door een Nederlandse Spacewatch-vrijwilliger ontdekt op opnamen van 9 april 2005.
Een zoekproject zoals Spacewatch, NEAT of LINEAR maakt ten minste drie opnamen per nacht van hetzelfde stukje hemel, met een tussenpauze van 30-40 minuten. Doordat ze relatief snel langs de hemel bewegen (meerdere graden per dag) trekken aardscheerders ook bij korte belichtingstijden een klein spoor op de CCD-opname. Wordt zo'n spoor op een CCD-opname aangetroffen, dan worden de andere twee opnamen van hetzelfde stukje hemel bekeken. Staat het spoor ook daar op, dan kunnen drie posities gemeten worden, het minimum om een schatting van de positie in toekomstige uren te maken. Het object krijgt een voorlopige projectcode, en er wordt door het zoekproject een melding gepost op de NEO Confirmation Page (NEOCP) van het Minor Planet Center (MPC) van de Internationale Astronomische Unie IAU. Het is nu namelijk zaak dat andere observatoria (zoals hierboven al vermeld vaak amateurobservatoria) over de opvolgende dag(en) het object terugvinden en aanvullend positiebepalingen doen. Alleen wanneer de waarneemboog meer dan een dag bedraagt, is de uit de posities berekende voorlopige baan namelijk nauwkeurig genoeg om het object officieel gecatalogiseerd te krijgen door het MPC. Lukt dit niet (en dat gebeurt regelmatig), dan geldt het object als "verloren". Lukt het wel, dan krijgt het object een voorlopige aanduiding (het jaartal met een volgcode bestaande uit letters en cijfers, b.v. 2005 GG81) en een publicatie in de Minor Planet Electronic Circulars. Pas dan is de ontdekking officieel.
Na publicatie van de ontdekking en de gemeten posities, wordt gekeken of het object in de toekomst misschien gevaar kan opleveren. Omdat er veel onzekerheden in de baan zijn, wordt dat gevaar uitgedrukt in een kans. Diverse instanties, zoals het NASA Jet Propulsion Laboratory, volgen en publiceren de gegevens voor dergelijke Potentially Hazardous Asteroids.

## Recente aardscheerders
In oktober 2008 werd vanuit de Verenigde Staten voor het eerst een vermoedelijke inslag van een slechts kort tevoren ontdekte, de aarde naderende, kleine planetoïde gemeld. Het betrof het object 2008 TC3, vermoedelijk met de omvang van niet meer dan een personenauto, die boven noordelijk Soedan in de atmosfeer zou exploderen met een kinetische energie-equivalent van 1000 of 2000 ton TNT.
De melding had betrekking op een planetoïde die de voorgaande nacht ontdekt was door Richard Kowalski en anderen op een observatorium in Arizona. Peter Brown, een meteoor-onderzoeker aan de Universiteit van West Ontario in Canada, meldde dat de explosie geregistreerd was door een ultrageluid-sensor van het International Monitoring System dat dient voor de detectie van kernwapenexplosies. Op beelden van de ESA-weersatelliet zou de gebeurtenis ook waargenomen zijn. Zdenek Charvat van het Tsjechisch Hydrometeorologisch Instituut ontdekte als eerste de flits op de Meteosat-opnamen.
| Benaming  | Datum            | Grootte   | Minimale afstand                               |
| --------- | ---------------- | --------- | ---------------------------------------------- |
| 2023 BU   | 27 januari 2023  | 4-9 m     | 3600 km                                        |
| 2021 UA1  | 25 oktober 2021  |           | 3050 km                                        |
| 2020 VT4  | 13 november 2020 |           | 375 km                                         |
| 2020 QG   | 16 augustus 2020 |           | 2950 km                                        |
| 2014 JO25 | 19 april 2017    | ca. 600 m | 1 800 000 km, 4,6 maanafstanden                |
| 2012 DA14 | 15 februari 2013 |           | 29 919 km, 3,5 aardstralen                     |
| 2005 YU55 | 9 november 2011  |           | 350 000 km, 0,9 maanafstand                    |
| 2007 TU24 | januari 2008     |           | 550 000 km, 1,4 maanafstand                    |
| 2005 TK50 | 2005             |           | 100 000 km, een derde maanafstand              |
| 2004 YD5  | eind 2004        |           | 40 000 km, een tiende maanafstand              |
| 2002 MN   | 2002             |           | 128 000 km                                     |
| 2001 YB5  | 7 januari 2002   | 300 m     | 700 000 km, minder dan tweemaal de maanafstand |

## Toekomstige aardscheerders
| Benaming | Verwachte datum | Grootte | Minimale afstand     |
| -------- | --------------- | ------- | -------------------- |
| 2001 WN5 | 26 juni 2028    |         | 250 000 km           |
| Apophis  | 13 april 2029   |         | zonder direct gevaar |

Komt een klein lichaam - en een aardscheerder geldt in dit opzicht als klein -  dicht langs de aarde, dan wordt het uit zijn baan getrokken. Het is daardoor moeilijk te voorspellen wanneer het lichaam weer langs de aarde zal scheren.
De Europese ruimtevaartorganisatie ESA publiceert een lijst met voorspelde dichte naderingen van de aarde en een lijst met recente dichte naderingen van de aarde, door NEA’s.